# Compact (magazine)
Pour les articles homonymes, voir Compact.
Compact - Magazin für Souveränität (« Compact - Magazine pour la souveraineté » en français) est un magazine d'extrême droite allemand, fondé en 2010 par Jürgen Elsässer.

## Histoire
Depuis décembre 2021, l'Office fédéral de protection de la constitution classe le magazine comme définitivement d'extrême droite parce qu'il expose clairement au public des positions et des déclarations ethnico-nationalistes et anti-minoritaires. En juillet 2024, Nancy Faeser (SPD), ministre fédérale de l'Intérieur, interdit Compact-Magazin GmbH et confisque ses actifs,,.
Le 14 août 2024, le Tribunal administratif fédéral suspend partiellement l'application immédiate de l'interdiction de Compact car, même si de nombreuses contributions révèlent pour le Tribunal « une attitude combative et agressive à l'égard des principes constitutionnels élémentaires », des doutes existent dans le contrôle sommaire requis dans la procédure accélérée. Si parmi les articles des éditions du « COMPACT Magazine for Sovereignty », qui sont largement incontestables en ce qui concerne la liberté d'expression et la liberté de la presse, les passages qui violent l'article 1, paragraphe 1, de la Loi fondamentale sont si influents pour l'orientation de l'association dans son ensemble que l'interdiction est justifiée au regard du points de proportionnalité,. Cela signifie que le magazine peut continuer à paraître pour le moment,,. Le Tribunal administratif fédéral entendra l'affaire principale les 12 et 13 février 2025.
La justice lève le 24 juin 2025 l'interdiction de Compact. Le tribunal administratif de Leipzig estime que malgré certains contenus anticonstitutionnels, toutes les conditions d'une interdiction ne sont pas remplies, jugeant que certaines déclarations pouvaient être interprétées comme des « critiques exagérées mais admissibles ».

## Description

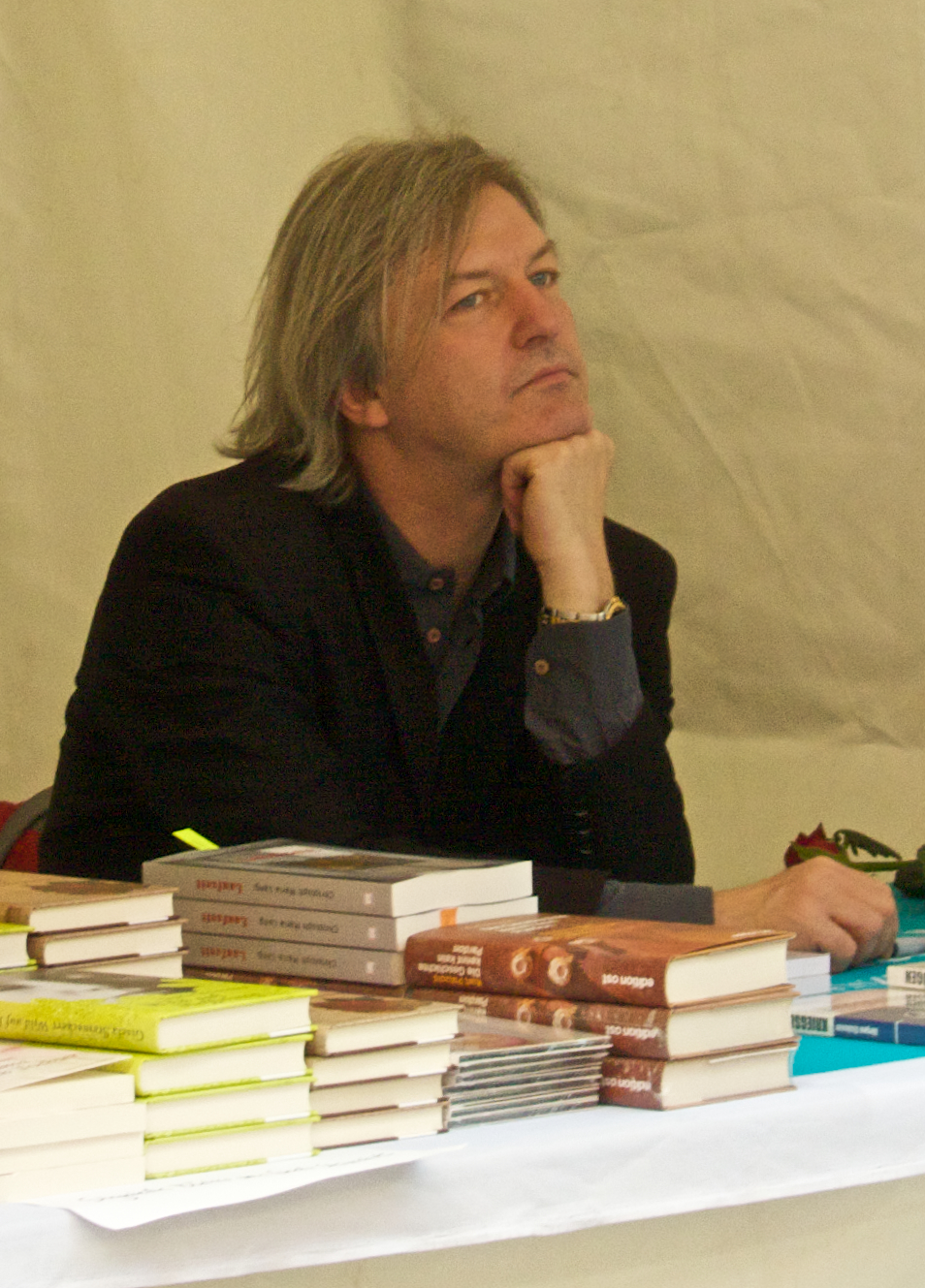
Jürgen Elsässer, son fondateur.

Le journal atteint chaque mois un public de 40 000 lecteurs.